# ضخامة الظفر
ضَخامة الظُّفُر أو غلظ الأظفار أَو فرط نمو الأظفار أو ثخن الأظفار (بالإنجليزية: Onychauxis)‏، حيثُ تكون الأظفار سميكة الحَجم فقط ولا يوجد تشوهات بِها، وهذه السَّماكة عادة ما تكون نتيجةً للإصابة بصدمة أو ضخامة الأطراف أو داء دارييه أَو الصدفية أو النخالية الحمراء الشعرية، وفي بعض الحالات قد تكون الأسباب وراثية.:783